# Luizo
Luizo (znany także jako Lusso, Busko; ur. ?, zm. 1030) – biskup Brandenburga w latach 1023–1030.

## Życiorys
Został konsekrowany przez arcybiskupa magdeburskiego Gerona w 1023 roku. 
Przewodniczył diecezji brandenburskiej, której tereny na skutek powstania w 983 roku w dużej mierze powróciły pod panowanie pogańskich plemion słowiańskich na Połabiu, a Niemcy zostali wyrzuceni za rzekę Łabę na następne 200 lat, przez co brandenburscy biskupi funkcjonowali na wygnaniu. Oficjalnie siedziba biskupstwa znajdowała się we słowiańskim grodzie Braniborze (w dzisiejszym mieście Brandenburgu nad Hawelą). 
Był obecny na dworze cesarza i króla niemieckiego Konrada II w Paderbornie w 1025 roku i wziął udział w radzie cesarskiej we Frankfurcie nad Menem w 1027 roku. Po wyprawie Konrada na Polskę w 1029 roku, próbował przenieść się na wschodnie tereny biskupstwa. Został pojmany podczas kampanii króla Mieszka II Lamberta na ziemie przygraniczne Saksonii i prawdopodobnie zmarł w polskiej niewoli.